# Тахіфілаксія
Тахіфілаксія (тахіфілаксіс, грецький ταχύς, tachys, «швидкий», і φύλαξις, імунітет, «захист») — медичний термін, що описує гостре, раптове зниження чутливості до лікарського засобу після його введення; тобто швидкий і короткочасний початок толерантності до ліків. Це може трапитись після початкової дози або після серії малих доз. Збільшення дози препарату інколи може відновити початкову відповідь.

## Характеристики
Тахіфілаксія характеризується темпом чутливості: реакція системи залежить від швидкості, з якою подається стимул. Якщо бути конкретним, тривале стимулювання високої інтенсивності або часто повторюване стимулювання може викликати зменшення реакції, також відоме як десенсибілізація.

### Молекулярна взаємодія
У біологічних науках молекулярні взаємодії є фізичними основами функціонування системи. Контроль операції загалом передбачає взаємодію молекули стимулу з підсистемою рецептор/фермент шляхом, як правило, зв'язування з макромолекулою А та спричинення активації або гальмування підсистеми шляхом утворення активованої форми макромолекули В. Наступна схема схематично демонструє діяльність:
{\displaystyle A\xrightarrow {\ \ p\ \ } B,}
де p — коефіцієнт швидкості активації. Зазвичай прийнято називати p константою швидкості, але, оскільки p означає міру інтенсивності стимулу, що викликає активацію, p може бути змінне (непостійне).
Більш повною є відкрита система, а саме в її найпростішій формі,
{\displaystyle R\xrightarrow {} A\xrightarrow {\ \ p(S)\ \ } B\xrightarrow {\ \ q\ \ } ,}
де R означає швидкість продукування A, p (S) — коефіцієнт швидкості активації, який явно вказує на його залежність від інтенсивності стимулу S, а q — коефіцієнт швидкості виведення зі стану B. У цій елементарно відкритій системі стаціонарний стан B завжди дорівнює R/q.
Наведена вище схема є лише необхідною умовою для феномена темпу чутливості. Також можуть бути розглянуті інші шляхи дезактивації В з подальшим поверненням до неактивної форми рецептора/ферменту А. Приклади пропонують особливе використання таких (математичних) моделей в ендокринології, фізіології та фармакології.

## Приклади

### Психоделіки
Психоделіки, такі як ЛСД та гриби, що містять псилоцибін, демонструють дуже швидку тахіфілаксію. Інакше кажучи, людина може не мати змоги «подорожувати» два дні поспіль. Деякі люди можуть «подорожувати», вживаючи до трикратної дози, але деякі користувачі можуть взагалі не спростувати тахіфілаксію, поки не пройде певний період днів.

### Опіоїди
У пацієнта, який повністю відмовився від опіоїдів, повернувшись до переривного графіка або протоколу підтримувального дозування, частка старого рівня толерантності буде швидко розвиватися, зазвичай починаючи через два дні після відновлення терапії, і, як правило, вирівнюється після 7-го дня. Незрозуміло, чи це викликано безпосередньо уже модифікованими в минулому опіоїдними рецепторами, чи є ушкоджувальні зміни певних місць метаболізму. Збільшення дози зазвичай відновлює ефективність; відносно швидка ротація опіоїдів також може бути корисною, якщо зростання толерантності триває.

### Агоністи бета-2
Вдихання агоніста бета-2-адренергічних рецепторів, такого як сальбутамол, є найпоширенішим засобом лікування астми. Поліморфізм бета-2 рецептора відіграє роль у тахіфілаксії. Експресія алелю Gly-16 (гліцин у положенні 16) призводить до більшої регуляції зниження рецепторів ендогенними катехоламінами на вихідному рівні порівняно з Arg-16. Це призводить до більшої одноразової бронхолітичної відповіді у осіб, гомозиготних за Arg-16, у порівнянні з гомозиготами Gly-16. Однак, при регулярному застосуванні агоністів бета-2, астматичні особини з Arg-16 відчувають значне зниження реакції бронходилятатора. Це зниження не спостерігається в особин Gly-16. Висловлено припущення, що тахіфілактичний ефект регулярного впливу екзогенних агоністів бета-2 більш очевидний у осіб з Arg-16, оскільки їхні рецептори не були знижені до введення агоністів.

### Нікотин
Нікотин також може проявляти тахіфілаксію впродовж доби, хоча механізм цієї дії неясний.

### Інші приклади
- Нітрогліцерин (або триглітрат гліцерилу) та інші нітрат-судинорозширювальні[en] нітратного типу демонструють тахіфілаксію, що вимагає інтервалів при застосуванні ліків при трансдермальному введенні[джерело?]
- Гідралазин проявляє тахіфілаксію, якщо його застосовувати як монотерапію для антигіпертензивного лікування. Його вводять разом з бета-адреноблокатором з або без діуретика.
- Метоклопрамід[джерело?]
- Добутамін, бета-агоніст прямої дії, що використовується при застійній серцевій недостатності, також демонструє тахіфілаксію[джерело?]
- Десмопресин — використовується для лікування хвороби Вільлебранда 1 типу, зазвичай вводять кожні 12–24 години в обмеженій кількості через його тахіфілактичні властивості.[9]
- Ранітидин, що використовується для лікування кислотного рефлюксу, може проявляти швидку тахіфілаксію впродовж шести тижнів від початку лікування, обмежуючи його потенціал тривалого застосування.[джерело?]
- Заміщення гормонів, коли їх застосовують жінкам у менопаузі у вигляді імплантатів естрогену та прогестерону, вважається потенційно можливим викликати тахіфілаксію, але це посилання ґрунтується на одному дослідженні, проведеному 1990 р.[10] і подальших досліджень немає. на підтримку цього тлумачення.

## Втручання та відміна

### Інтраназальні протизапальні засоби
Застосування інтраназальних деконгестантів (таких як оксиметазолін) протягом більш як три дні призводить до тахіфілаксичної відповіді та затримки відскоку, спричиненої зниженням регуляції альфа-адренорецепторів та десенсибілізацією. Механізм може включати, зокрема, інтерналізацію рецепторів та стійкість до ендогенних судинозвужувальних засобів, що спричиняє погіршення симптомів після застосування. Таксифілаксію, спричинену оксиметазоліном, та затримку відскоку усувають інтраназальний флутиказон.